# Guillermo Coria
Guillermo Sebastián Coria (n. 13 ianuarie 1982, Rufino, Argentina) este un jucător profesionist argentinian de tenis, finalist în 2004 la Roland Garros.
1. 1 2 3  Association of Tennis Professionals website[*] Verificați valoarea |titlelink= (ajutor)
2. ↑   https://www.atptour.com/en/news/federico-coria-2017-october Lipsește sau este vid: |title= (ajutor)